# OpenStreetMap

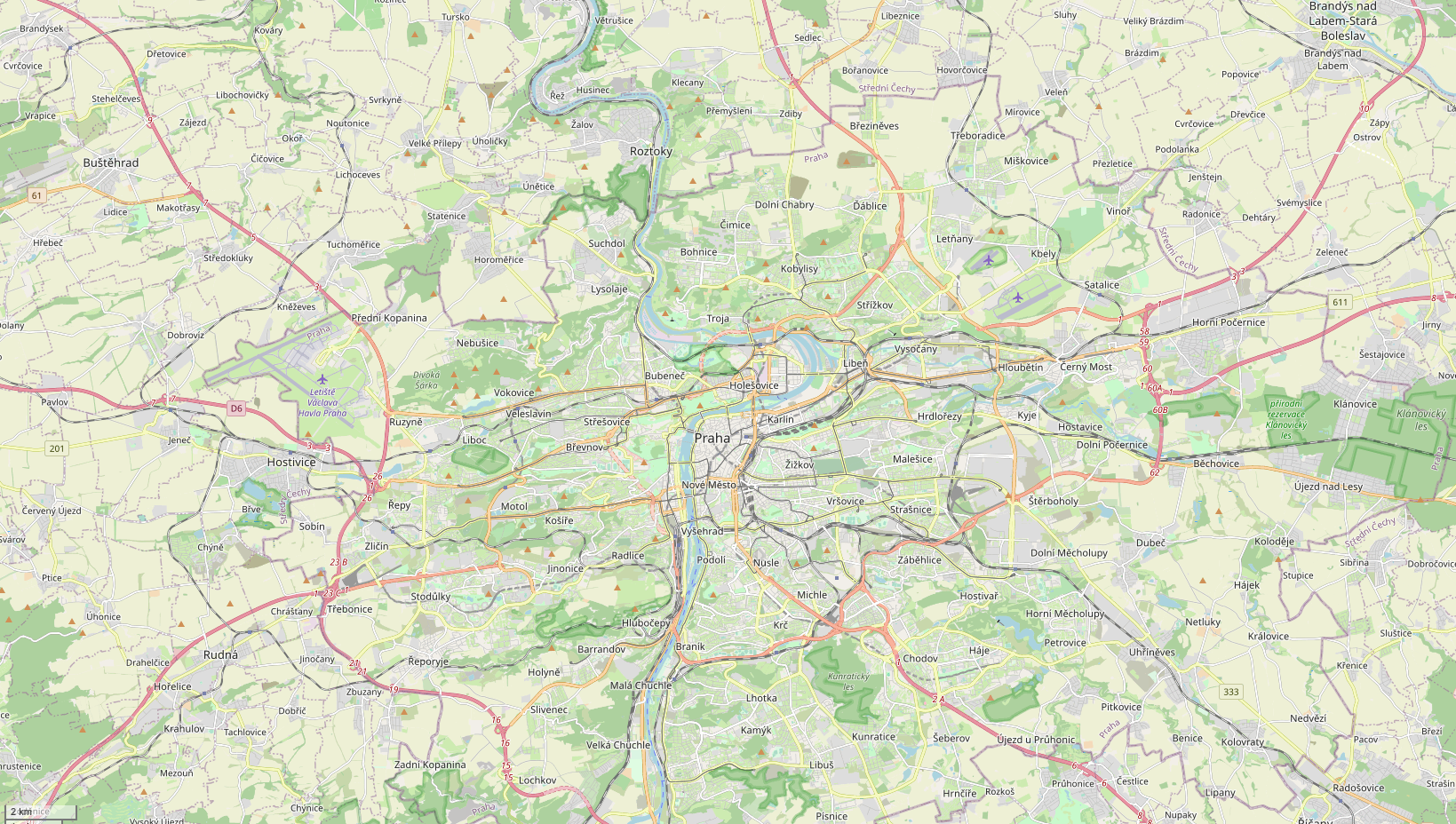
Mapový výřez Prahy a okolí, stav červen 2020

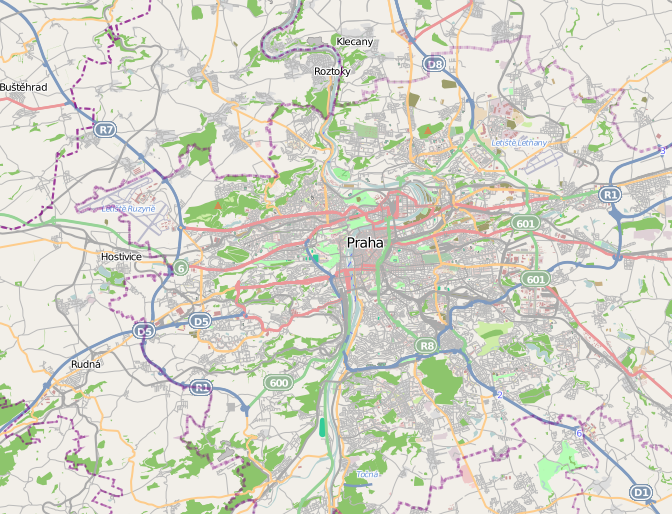
OpenStreetMap Praha, stav srpen 2009

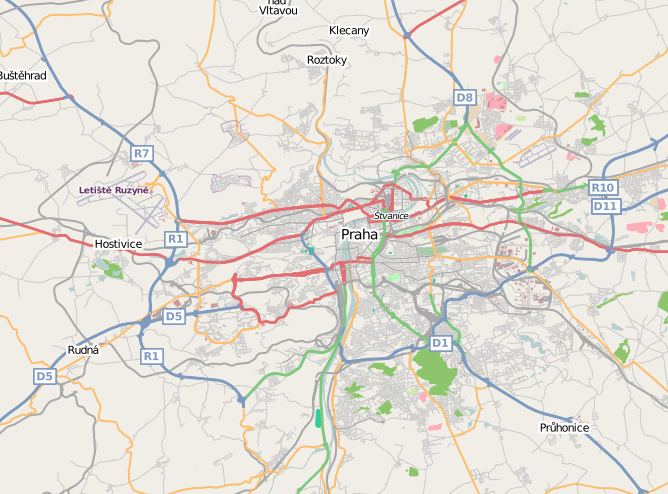
OpenStreetMap Praha, stav duben 2008

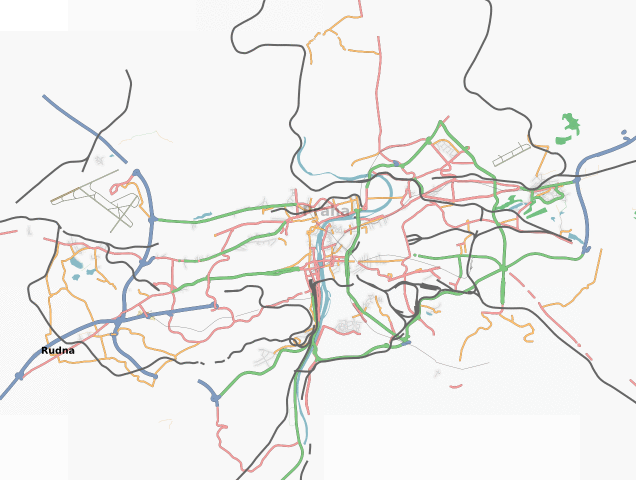
OpenStreetMap Praha, stav duben 2007

OpenStreetMap je projekt, jehož cílem je tvorba volně dostupných geografických dat a následně jejich vizualizace do podoby topografických map (např. silniční mapa, turistická mapa, cyklomapa a navigování v nich). Pro tvorbu geodat se jako podklad využívá záznamů z přijímačů globálního družicového polohového systému nebo jiné zpravidla digitalizované mapy, která jsou licenčně kompatibilní. Projekt byl založen v roce 2004 a využívá kolektivní spolupráce spolu s koncepcí Otevřeného software. Data jsou poskytována pod licencí Open Database License. OpenStreetMap byl inspirován projekty jako je například Wikipedie, umožňuje jednoduchou editaci dat, uchovává kompletní historii provedených změn, výsledky práce jsou dostupné veřejnosti.

## Historie

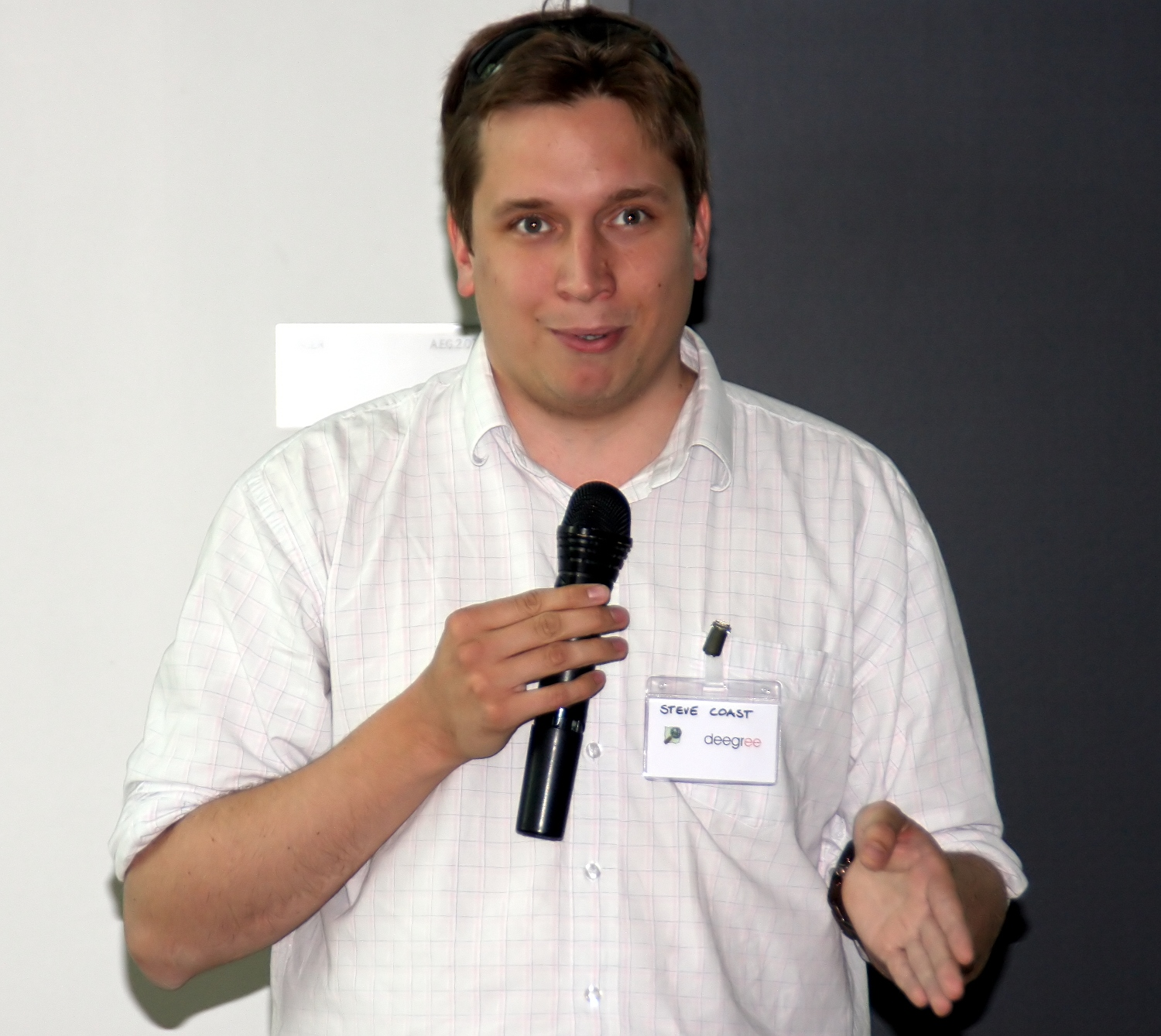
Steve Coast, 2009

Projekt OpenStreetMap založil v červenci 2004 Steve Coast z Velké Británie. V dubnu 2006 projekt OSM začala podporovat stejnojmenná nadace. Nadace OpenStreetMap je mezinárodní nezisková organizace, jejímž záměrem je povzbuzovat tvorbu, zpracování a šíření volných geografických dat a poskytovat tato data kterémukoli zájemci o jejich používání a sdílení. V prosinci 2006 umožnila společnost Yahoo používat své letecké snímky jako podpůrný prostředek při tvorbě map.
V dubnu 2007 Automotive Navigation Data poskytla projektu OpenStreetMap kompletní silniční mapu Nizozemska a základní silniční mapu Indie a Číny. V červenci 2007 se uskutečnila první OSM mezinárodní konference The State of the Map s 9 000 registrovanými uživateli. Mezi sponzory této konference patřili mimo jiné společnosti Google, Yahoo a Multimap. V srpnu 2007 vznikl nezávislý projekt OpenAerialMap jako datový sklad volně dostupných leteckých snímků. V říjnu 2007 byl dokončen import silničních dat US Census TIGER. V prosinci 2007 se stala Oxford University první významnou organizací, která využívá data z OpenStreetMap na svých webových stránkách .
V lednu 2008 byla přidána možnost stahovat data do přijímače globálního družicového polohového systému a posléze používat pro navigaci.
V březnu 2008 oznámili dva ze zakladatelů OpenStreetMap, že obdrželi finanční podporu ve výši 2,4 milionů eur od společnosti CloudMade, která bude data z OpenStreetMap využívat.[zdroj⁠?!] 
Společnost CloudMade se zabývá komerčním využitím mapových podkladů OpenStreetMap a jejich zpřístupňováním přes vlastní API.
Od roku 2007 se pořádá konference State of the Map. Celý projekt má přes 1 000 000 registrovaných uživatelů, jejich počet stále roste.

## Šíře záběru
Cílem je vytvářet geodata pro celý svět, nejlépe je však zpracovaná západní Evropa, kde myšlenka vznikla, a USA z datové sady TIGER. Pomocí družicových snímků byl například zmapován také Bagdád nebo Praha. Předmětem sběru jsou polohopisná data (2D); pro výškopis (např. vrstevnice) se využívají data převzatá z projektu SRTM, případně GTOPO.

## Formát dat
Projekt využívá a vyvíjí vlastní souborový formát pro vektorová geodata postavený na XML. Jako referenční souřadnicový systém je použit WGS 84, pro rychlou a jednoduchou vizualizaci dat pak často Mercatorova projekce.
OpenStreetMap ve výsledku používá topologickou datovou strukturu.
Data se ukládají do centrální databáze jako primitiva a to:
- Uzly – body lokalizované souřadnicemi v daném referenčním systému.
- Cesty – posloupnost uzlů, reprezentující polylinii nebo v případě uzavření polylinie pak polygon.
- Relace – skupina uzlů, cest a dalších relací, které může být přiřazena daná vlastnost.
- Atributy – mohou být přiřazeny uzlům, cestám nebo relacím ve formě <klíč>=<hodnota>. Určují, jaký objekt reálného světa reprezentují. Tyto atributy mohou být rozšiřovány a modifikovány.

Do verze protokolu 0.4 byl používán pomocný element segment jako spojnice dvou uzlů, cesta se pak skládala ze segmentů.
Ontologie prvků mapy (a jejich atributů) je popsána na wiki.

## Licence dat

### Databáze OpenStreetMap
Data OpenStreetMap byla původně publikována pod licencí Creative Commons Attribution-Share Alike 2.0 licence. V září 2012 byla licence změněna na Open Database License (ODbL), aby bylo možné přesněji specifikovat licencování databázových dat, na rozdíl od jejich vizuální reprezentace.
Důsledkem přechodu na novou licenci bylo vyžádání explicitního souhlasu všech minulých přispěvatelů s publikováním jejich příspěvků pod ODbL a smazání editací přispěvatelů, kteří s přechodem na novou licenci nesouhlasili (nebo se k němu nevyjádřili). I přes velké množství takto zasažených dat bylo zachováno přes 99% dat, v některých oblastech byla změna prakticky nepostřehnutelná. Země nejvíce postižené mazáním byly Austrálie a Polsko.

### Vstupní data
Veškerá data vstupující do projektu musí být kompatibilní s licencí Open Database License. Veškeré změny provedené přispěvateli jsou zaznamenávány, to umožňuje v případě nutnosti odstranění sporných dat. Nicméně podobné kroky mají neblahý vliv na projekt, navíc vyžadují odstranění všech souvisejících změn provedených v souvislosti s kompromitujícími daty.

## Použití
Data OpenStreetMap jsou dostupná z celé řady webových portálů a v různých formátech:

### On-line rastrové mapy
- OpenStreetMap všeobecné, cyklistika, odstraňování chyb (celosvětově)
- Mapy.cz všeobecné (celosvětově s výjimkou Česka)[11][12][13]
- turistika Free-Map (část území Spojeného království), openstreetmap.cz (Česko), Freemap (Slovensko)
- the Openstreetmap Cycle Map cyklistika (Evropa, Severní Amerika)
- OpenRouteService navigace (Německo)
- OpenPisteMap lyžování (některé části Evropy a USA)
- CloudMade všeobecné (celosvětově)
- Ito World odstraňování chyb (Evropa)
- mtbmap.cz cyklistika, turistika (Evropa)
- map1.eu turistika (Evropa)
- OpenPTMap Archivováno 26. 8. 2013 na Wayback Machine. veřejná a městská doprava (celosvětově)
- OpenRailwayMap.org železnice, metro, tramvaje (celosvětově), několik možností vykreslení mapy železniční sítě na podkladu Mapnik

### Data
Data pro danou lokalitu jsou dostupná ke stažení v různých formátech:
- OpenStreetMap osm[14]
- CloudMade osm, garmin[15]
- Geofabrik osm, esri[16]

## Nástroje

### Nástroje pro vykreslování mapy
Mapový server OpenStreetMap používá aplikaci OpenLayers založenou na konceptu AJAX, podobný tomu, který používají například Google Maps. Obsahuje dva různé pohledy na mapu, renderované pomocí systémů Mapnik a Osmarender, které se periodicky nebo na požádání překreslují mozaiku bezešvých mapových listů z aktuálních dat.
Mezi desktopové aplikace patří:
- Marble - FOSS aplikace pro KDE a zařízení používající Qt.
- Kosmos - jednoduchá aplikace určená pro vykreslování OSM mapy, je navržena pro interaktivní vykreslování map.
- OSMMap - desktopový nástroj umožňující prohlížení OSM map (využívá Mapnik a Osmarender).

Některé navigační programy pro PC a PDA zařízení také umožňují pracovat s daty OSM nebo alespoň s jejich rastrovými interpretacemi:
- gosmore
- Roadnav
- Navit

### Nástroje pro zpracování dat
- GPSBabel - převádí GPS data mezi jednotlivými formáty.
- AFTrack - Symbian 60v3 pro mobilní telefony Nokia.
- BSGPS Archivováno 2. 6. 2008 na Wayback Machine. - Windows CE software.

### Editační nástroje
K dispozici je několik možností editování:
- JOSM - desktopový editor napsaný v jazyku Java 1.5+, který podporuje zásuvné moduly - pluginy. Mezi jeho základní schopnosti patří vkládání, editace a značkování dat. Uživatel pomocí JOSM vizuálně interpretuje GPS záznam nebo družicové snímky
- Potlatch, online editor založený na technologii Flash
- Merkaartor, desktopový editor napsaný v QT4.

Editovat smí pouze registrovaný uživatel, zřízení konta je formální záležitost.

### Routing (navigace)
- Gosmore
- Pyroute
- OpenRouteService

## Humanitarian OpenStreetMap Team
Humanitarian OpenStreetMap Team, zkráceně HOT, je iniciativa, jejímž cílem je tvorba map pro potřeby aktorů při humanitárních krizích. Domovská stránka se nachází na adrese hotosm.org Archivováno 29. 7. 2018 na Wayback Machine..
Přestože první aktivizace proběhly již v roce 2009, za základ HOT bývá považován rok 2010, kdy po zemětřesení na Haiti roku 2010 následovalo rychlé nasazení velkého množství dobrovolníků při tvorbě map a v březnu téhož roku započato s výcvikem humanitárních aktorů na zasaženém místě. HOT se dále zapojilo do různých druhů humanitárních akcí, například po tajfunu Haiyan, při epidemii eboly v západní Africe, po cyklonu Pam či zemětřesení v Nepálu 2015.
I když existují úkoly, kde se data sbírají přímo na místě, většina mapování probíhá vzdáleně pomocí obkreslování ze satelitních snímků.
Prvním krokem při zapojení se je založení účtu na OpenStreetMap, poté jsou dobrovolníci přesměrování na výukový server learnosm.org, kde se nováčci učí základům OpenStreetMap. Následně přejde dobrovolník do Task Manageru na adrese tasks.hotosm.org, kde si vybere úkol, kterému se chce věnovat, poté si pročte instrukce, vybere políčko, jež chce editovat a klikne na "Start mapping". Data si stáhne k sobě do editoru a po dokončení úkolu opět označí, že je dané pole kompletní a vhodné k revizi.

### Projekt Missing Maps
Humanitarian OpenStreetMap Team, spolu s dalšími organizacemi, Americkým a Britským červeným křížem a Lékaři bez hranic, založili roku 2014 projekt Missing Maps. Ten se od typické práce HOT liší především v zaměření, neboť cílí především na tvorbu map v nejvíce zranitelných oblastech světa a pomáhá tak lépe se připravovat na krize. Dalším cílem je podpora HOT v rozvoji technologií či tréninku jedinců.

## Zdroje dat
Od počátku projektu jsou data pořizována dobrovolníky, kteří systematicky mapují pomocí ručních GPS přijímačů. GPS data jsou poté zpracována na počítači a posléze nahrána do databáze OpenStreetMap. Mapovat lze při procházkách, na kole, v autě apod.
Nedávné zpřístupnění leteckých snímků a dalších dat z komerčních či veřejných zdrojů přispělo ke zrychlení a zpřesnění mapových podkladů, např. využití půdy.
Jsou organizovány tzv. mapping parties zaměřené na skupinové mapování dané oblasti.

### Veřejné zdroje dat
Řada vládních organizací již uvolnila svá data pod licencí kompatibilní s OpenStreetMap. Velká část těchto dat pochází z USA, kde federální úřady poskytují často data jako veřejné dílo. Mezi takové zdroje patří:
- satelitní snímky Landsat 7 lze použít kvůli malému rozlišení pro ověření dat nebo kreslení rozsáhlých objektů;
- Prototype Global Shorelines (PGS);
- TIGER data;
- katastrální mapa ČR (ČÚZK).

### Komerční zdroje dat
Některé komerční firmy se rozhodly část svých dat poskytnout pro potřeby OpenStreetMap, společnost Automotive Navigation Data (AND) poskytla kompletní silniční síť Nizozemska.
Dříve byly k dispozici letecké snímky společnosti Yahoo, ta se však v půlce roku 2011 rozhodla změnit postoj k OpenStreetMap a své satelitní snímky nelze legálně použít k tvorbě OSM.
Koncem roku 2010 se rozhodl Bing, patřící společnosti Microsoft, že uvolní používání jejich satelitních snímků pro účely obkreslování v OpenStreetMap.
V roce 2014 poskytla pro mapování družicové snímky společnost Mapbox. Ta získala fotografie od firmy DigitalGlobe, se kterou již dříve spolupracovala na získávání snímků pro potřeby Humanitarian OpenStreetMap Teamu.
V Česku poskytla společnost HELP SERVICE - REMOTE SENSING projektu úplnou síť silnic 1. a 2. třídy.